# Palaeococcus tabaybae
Palaeococcus tabaybae är en insektsart som först beskrevs av Karl Hermann Leonhard Lindinger 1919.  Palaeococcus tabaybae ingår i släktet Palaeococcus och familjen pärlsköldlöss. Inga underarter finns listade i Catalogue of Life.